# Patrick Wilson (ator)
Patrick Joseph Wilson (Norfolk, 3 de julho de 1973) é um ator e cantor estadunidense. Ele iniciou sua carreira em 1995 estrelando musicais da Broadway. Em 2003, estrelou a aclamada minissérie da HBO Angels in America. Atuou em The Alamo, The Phantom of the Opera, Hard Candy, Little Children, Watchmen e The A-Team. 
Wilson também ficou bastante conhecido por seus papéis em duas grandes franquias de terror: Josh Lambert em  Insidious e Insidious: Chapter 2, e Ed Warren no Universo The Conjuring. Por suas frequentes aparições no gênero, ganhou a reputação de "rei do grito".
Na televisão, ele estrelou a série da CBS A Gifted Man e a segunda temporada da aclamada série do FX Fargo.
No Universo Estendido DC, ele deu voz ao presidente dos Estados Unidos em Batman v Superman: Dawn of Justice e interpretou o Mestre do Oceano no filme de super-herói Aquaman.

## Juventude
Wilson nasceu em Norfolk, Virgínia. É o caçula dos três filhos de John Franklin Wilson, um âncora aposentado da WTVT em Tampa, Flórida, e Mary Kay Wilson, professora de canto e cantora profissional. O irmão mais velho de Wilson, Paul, trabalha como executivo de publicidade, e seu outro irmão, Mark, assumiu o papel do pai como âncora de notícias da WTVT. Wilson cresceu em São Petersburgo, Flórida, e frequentou a Shorecrest Preparatory School.

## Carreira

### 1995–2005: Papéis no teatro eAngels in America
Em 1995, Wilson formou-se com um B.F.A em Drama pela Universidade Carnegie Mellon. Pouco depois, em 1995, Wilson fez sua estreia como ator como substituto no papel de Chris Scott na produção da turnê nacional de Miss Saigon. No ano seguinte, ele interpretou Billy Bigelow na turnê nacional do Carousel. Em 1999, ele estrelou como Jamie Conway na produção off-Broadway de Bright Lights, Big City e Wilson mais tarde fez sua estreia no teatro da Broadway em The Full Monty (2000), interpretando Jerry Lukowski. Por sua atuação no papel, ele foi indicado ao Tony Award de Melhor Ator em Musical e ao Drama Desk Award de Melhor Ator em Musical.
Por volta dos anos 2000, Wilson concluiu os trabalhos no filme My Sister's Wedding, que nunca foi lançado. Ele cantou "On the Street Where You Live" de My Fair Lady para a cerimônia de premiação de Julie Andrews, quando ela recebeu o Prêmio Kennedy em 2001. Em 2002, sua atuação como Curly McLain na produção da Broadway de Oklahoma! recebeu aclamação da crítica, com Wilson sendo indicado ao Tony de Melhor Ator em Musical e ao Drama Desk Award de Melhor Ator em Musical pela segunda vez cada. Ele foi aclamado pela crítica por sua atuação como o enrustido republicano mórmon Joe Pitt na minissérie dramática da HBO de Mike Nichols em 2003, Angels in America, recebendo indicações para o Globo de Ouro de Melhor Ator Coadjuvante - Série, Minissérie ou Filme para Televisão e o Primetime Emmy Award de Melhor Ator Coadjuvante em Minissérie ou Filme.
Em 2004, Wilson fez sua primeira aparição no cinema em The Alamo, interpretando William B. Travis. No mesmo ano, ele co-estrelou o filme musical O Fantasma da Ópera como Visconde Raoul de Chagny. No ano seguinte, ele estrelou ao lado de Elliot Page no filme de suspense psicológico Hard Candy, interpretando um pedófilo chamado Jeff Kohlver.

### 2006–presente: Transição para o cinema e persona "rei do grito"

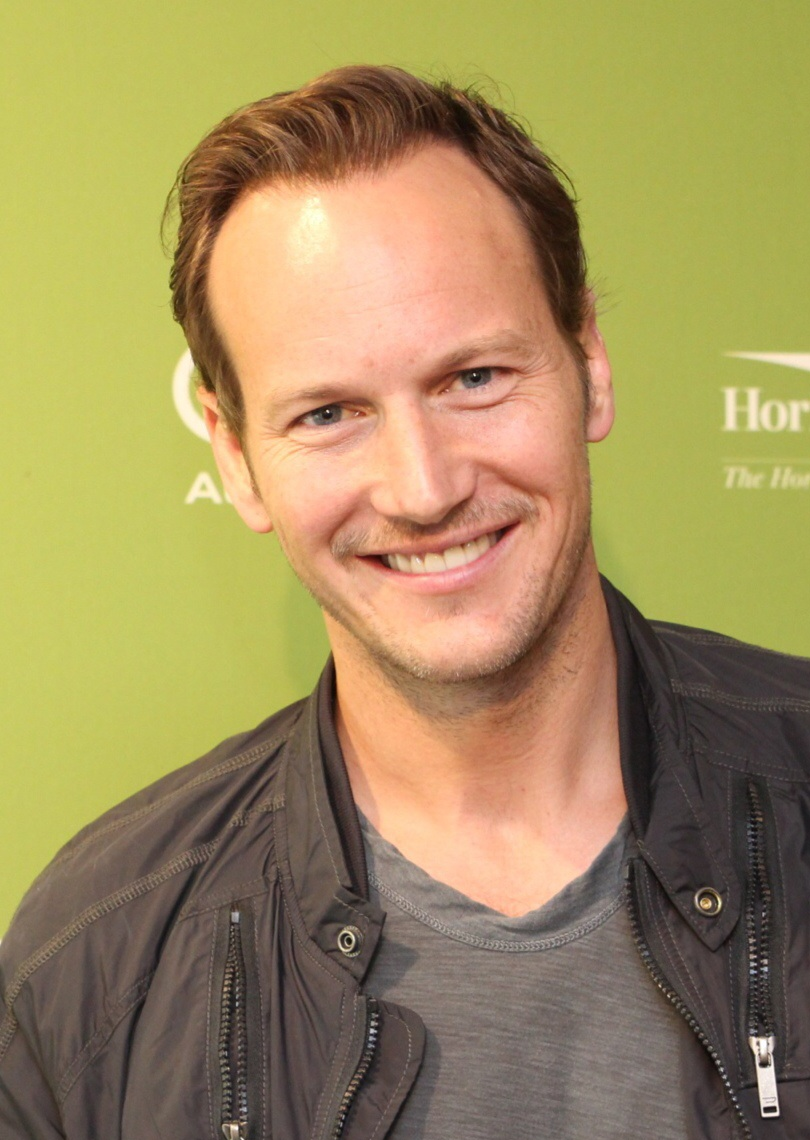
Wilson no Festival de Cinema de Montclair, em maio de 2014

Em 2006 ele estrelou como Brad Adamson em Little Children, de Todd Field. Também em 2006 ele apareceu no Prêmio Globo de Ouro, nomeado Running with Scissors como Michael Shephard, que foi dirigido por Ryan Murphy e produzido por Brad Pitt. Em 2007, ele estrelou como Brian Callahan no filme independente Purple Violets, que foi escrito e dirigido por Edward Burns. Em 2008, ele estrelou Lakeview Terrace de Neil LaBute.
Wilson interpretou Dan Dreiberg/Nite Owl II na adaptação cinematográfica de Zack Snyder de 2009 da história em quadrinhos Watchmen, ganhando 25 libras pelo papel depois de filmar cenas de flashback como o Nite Owl II mais magro. Este filme reuniu Wilson com sua co-estrela de Little Children, Jackie Earle Haley. Em 19 de outubro de 2010, no Yankee Stadium, ele cantou "God Bless America" durante a sétima rodada do jogo 4 da American League Championship Series entre o Texas Rangers e o New York Yankees. Em 20 de novembro de 2010, no Yankee Stadium, ele cantou o hino nacional dos Estados Unidos antes do primeiro jogo de futebol no novo estádio, disputado entre o Army Black Knights e a Notre Dame.
Wilson interpretou o principal antagonista de Lynch em The A-Team de 2010 e co-estrelou com Rose Byrne no filme de terror de James Wan, Insidious. Ele voltou para a sequência do último filme, Insidious: Chapter 2, que foi lançado em 2013. Em 2013, Wilson interpretou o famoso investigador paranormal Ed Warren, ao lado de Vera Farmiga estrelando como sua esposa Lorraine, no filme de terror The Conjuring. O filme foi aclamado pela crítica, tornando-se um dos filmes de terror de maior bilheteria de todos os tempos. Wilson reprisou o papel na sequência do filme, The Conjuring 2, lançado em 10 de junho de 2016 e também em The Conjuring: The Devil Made Me Do It, lançado em 2021.
Em janeiro de 2014, Wilson foi anunciado para interpretar o papel principal, Lou Solverson, na segunda temporada da série de antologia Fargo do FX. Ele foi indicado ao Globo de Ouro de 2015 de Melhor Ator - Minissérie ou Filme para Televisão por sua atuação. Em março de 2014, Wilson foi escalado para um papel não especificado no filme Homem-Formiga, do Universo Cinematográfico Marvel, mas depois deixou o filme devido a conflitos de programação causados por vários atrasos na produção do filme. No mesmo ano, ele foi escalado como Arthur O'Dwyer no filme de faroeste Bone Tomahawk, contracenando com Kurt Russell e Matthew Fox.
Em 2016, ele co-estrelou o filme biográfico de John Lee Hancock, O Fundador, como Rollie Smith, baseado na vida do fundador dos restaurantes de fast-food do McDonald's, Ray Kroc. Em agosto de 2016, Barbra Streisand lançou o álbum Encore: Movie Partners Sing Broadway , no qual ela e Wilson fazem um dueto com a canção "Loving You" do musical de Stephen Sondheim, Passion.
Em 2018, Wilson co-estrelou o thriller de ação de Jaume Collet-Serra, The Commuter, reunindo-se com a co-estrela de The Conjuring Farmiga, e interpretando um amigo de confiança do personagem de Liam Neeson. Também naquele ano, ele interpretou o Mestre do Oceano no filme Aquaman, do Universo Estendido DC, dirigido pelo colaborador de longa data James Wan.
Em 8 de novembro de 2019, o filme de sucesso de Roland Emmerich, Midway, foi lançado, estrelado por Wilson junto com Ed Skrein, Mandy Moore, Luke Evans, Aaron Eckhart, Nick Jonas, Dennis Quaid e Woody Harrelson. Em junho de 2020, Wilson assinou contrato com o Moonfall de Emmerich. A produção começou em outubro de 2020 e está programada para um lançamento em 2021.
Em sua estreia como diretor, Wilson irá dirigir o próximo filme Insidious: Chapter 5. Anunciado em outubro de 2020, o filme servirá como uma sequência direta de Insidious: Chapter 2, com Wilson e Ty Simpkins reprisando seus papéis. O roteirista de Halloween Kills, Scott Teems, escreveu o roteiro baseado em uma história de Leigh Whannell. Whannell, James Wan, Jason Blum e Oren Peli produzirão o filme, enquanto Brian Kavanaugh-Jones e Steven Schneider servirão como produtores executivos.

## Vida pessoal
Em 2005, Wilson casou-se com a atriz Dagmara Domińczyk. Em 2006, Domińczyk deu à luz seu primeiro filho, e em 2009, seu segundo filho. Ele atualmente mora em Montclair, Nova Jérsia, com sua família.
Em maio de 2012, Wilson fez o discurso de abertura de sua alma mater, a Universidade Carnegie Mellon, no qual falou sobre suas memórias da infância e ao longo de sua carreira.
Em 26 de maio de 2012, a banda VanWilson, composta por Wilson nos vocais / bateria e seus irmãos, Mark na guitarra e Paul nos vocais, realizou um concerto beneficente para o programa "Paws For Patriots" do Southeastern Guide Dogs em São Petersburgo, Flórida. Eles arrecadaram 30 mil dólares para o programa e foram homenageados pela organização por ter filhotes com o nome deles. Os irmãos também realizaram concertos beneficentes para o All Children's Hospital e a St. Petersburg Free Clinic.